# 사슬갑옷

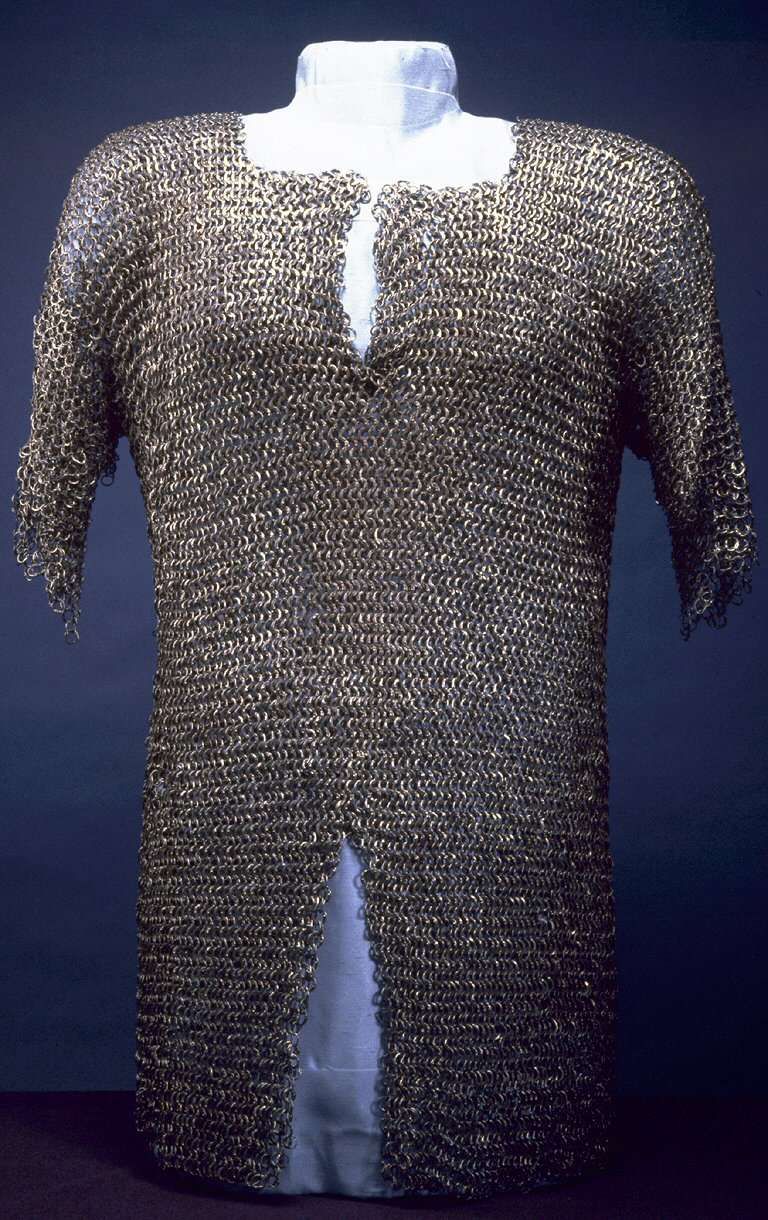
이탈리아의 사슬 갑옷.

사슬 갑옷(chain mail, chain-mail, mail, maille) 또는 쇄자갑(鎖子甲)은 철사를 고리 모양으로 만들어 엮은 갑옷이다. 鎖는 "쇠사슬 쇄"자로 쇄자갑은 chain mail을 한자로 번역한 단어이다.
여기서 "mail"이란 단어는 "쇠사슬 갑옷, (거북·새우 등의) 갑각(甲殼), 등딱지, 딱딱한 껍질"을 의미한다.
현재까지 발견된 가장 오래된 쇄자갑은 루마니아의 켈트 유적지에서 발굴된 것이다. 쇄자갑의 발명자는 켈트인들로 생각되나, 기원전 4세기 이전 에트루리아에서도 비슷한 갑옷이 만들어진 예가 있다. 쇄자갑은 그보다 앞서 발명된 어린갑의 영향을 받았으며, 이후 북아프리카, 중동, 중앙아시아, 인도, 티베트, 한국, 일본까지 전파되었다.
전세계에서 2세기부터 암흑시대까지 두루 사용되었으며, 중국에서는 자체적인 쇄자갑을 개발하지 않았다. 일본은 자체적으로 쇄자갑을 개발하였다.
유럽서 판금갑이 발달하면서 판으로 덮기 어려운 부분을 보호하기 위하여 쇄자갑을 일부 사용하였다.
동양에는 서역에서 유래되어 중국에서는 당나라 때부터 자체 제작하였고 조선 초기에도 상당히 많이 사용되었다. 쇄자갑 안쪽에는 사슴가죽이나 노루가죽으로 만든 피삼(皮衫)을 입었는데 갑옷 위에는 별다른 옷을 입지 않은 것으로 보인다. 이 갑옷은 제작하는 데 드는 비용과 노력이 상당하여 조선 후기로 올수록 제작량이 감소했다. 현재 덕수궁과 육군박물관에 한 점씩 소장되어 있다.